# ۳۱ (پیش از میلاد)
۳۱ (پیش از میلاد) ۳۱مین سال قبل از تقویم میلادی است.